# Dariusz Fornalak
Dariusz Henryk Fornalak (né le 15 octobre 1965 à Katowice) est un joueur et entraîneur de football polonais. Il jouait comme milieu de terrain, et par la suite comme défenseur. Il a joué à deux reprises pour l'équipe nationale de Pologne.

## Carrière de joueur
Dariusz Fornalak a joué dans de nombreux clubs : Stadion Slaski Chorzów, Ruch Chorzów, Sokol Tychy, Polonia/Szombierki Bytom, Pogon Szczecin, Arka Gdynia. 
C’est dans l’équipe « des bleus » qu’il a joué le plus longtemps – il a joué à Chorzów 12 saisons de suite (1983-1995), soit un total de 253 matches pour 8 buts marqués, c’est d’ailleurs durant cette période qu’il a été appelé pour jouer en équipe nationale de Pologne contre le Guatemala et le Mexique. 
Il a été sacré avec le Ruch Chorzów champion de Pologne en 1989. Il a quitté le club dans une atmosphère de scandale étant non officiellement accusé d’avoir « vendu » avec Miroslaw Mosor et Dariusz Gesior le match contre un autre club de la région considéré comme l’un des ennemies héréditaires du Ruch, le Górnik Zabrze.
- 1983-déc. 1996 :  Ruch Chorzów
- jan. 1997-1997 :  Sokol Tychy
- 1997-déc. 1998 :  Szombierki Bytom
- jan. 1999-déc. 2000 :  Pogon Szczecin
- jan. 2001-déc. 2002 :  Arka Gdynia

## Carrière d'entraîneur
Il revint au Ruch Chorzów en 2003 en tant qu’entraîneur adjoint aux côtés de Jerzy Wyrobka, après la 3e dégradation de l’histoire du club en deuxième division. À la suite de la démission de Jerzy Wyrobka, Dariusz Fornalak fut investi du poste de premier entraîneur du 5 mai au 22 novembre 2005 où il fut démis de ses fonctions après la défaite 1 but à 2 contre le Polonia Bytom.
Il signa pour la saison 2006/2007 un contrat avec le Polonia Bytom pour la fonction d’entraîneur, remplaçant ainsi l’entraîneur sortant Michal Probierz. À la trêve hivernale, il occupait avec le Polonia Bytom la 5e place du classement ce qui faisait du club la révélation de la 2e division prenant en compte qu’en début de saison il était condamné à descendre.
Après la trêve Dariusz Fornalak n’a fait que confirmer les bonnes performances du début de saison et le club de Bytom remonta dans l’élite 21 ans après l’avoir quitté. De ce fait Dariusz Fornalak prolongea son contrat avec le club afin d’entraîner le Polonia Bytom pour la saison 2007/2008 en Orange Ekstraklasa et a commencé par la même occasion un stage ayant pour but d’acquérir une licence d’entraîneur UEFA Pro.
- jan. 2003-2003 :  Rozwój Katowice
- mai 2005 :  Ruch Chorzów
- 2006-déc. 2007 :  Polonia Bytom
- 2008-nov. 2008 :  Zaglebie Lubin
- jan. 2009-mars 2010 :  Piast Gliwice
- 2010-août 2010 :  GKS Katowice
- 2011-2012 :  Polonia Bytom
- 2013-2014 :  Ruch Chorzów (entraîneur adjoint)
- depuis 2014 :  Pogoń Szczecin (entraîneur adjoint)